# Simulium angustifrons
Simulium angustifrons es una especie de insecto del género Simulium, familia Simuliidae, orden Diptera.
Fue descrita científicamente por Enderlein en 1921.